# Enköpings kommun
Enköpings kommun är en kommun i Uppsala län. Centralort är Enköping.
Södra delen av Enköpings kommun utgörs av ett småbrutet, öppet odlingslandskap med moränholmar. Där finns också ändmoräner, i synnerhet i området söder om Härkeberga. Norra delen är skogklädd utom i dalgångarna som istället utgörs av ett odlingslandskap. Omkring 45 procent av kommunens yta utgörs av odlingslandskap, vilket kan jämföras med riket som helhet där motsvarande andel är 7,4 procent. Den stora andelen jordbruksmark reflekteras dock inte i det lokala näringslivet, som historiskt präglats av verktygsproduktion. I början av 2020-talet dominerades näringslivet av servicenäringar. 
Sedan kommunen bildades 1971 och fram till 2020 har folkmängden ökat med cirka 50 procent. 
Sedan åtminstone 2010 har kommunen främst styrts av minoritetskoalitioner. Mandatperioden 2022–2026 av en sexklöver bestående av Centerpartiet, Kristdemokraterna, Liberalerna, Miljöpartiet, Nystart Enköping och Moderaterna. 

## Administrativ historik
Kommunens område motsvarar socknarna Altuna, Biskopskulla, Boglösa, Bred, Enköpings-Näs, Fittja, Fröslunda, Frösthult, Giresta, Gryta, Hacksta, Hjälsta, Holm, Husby-Sjutolft, Härkeberga, Härnevi, Kulla, Kungs-Husby, Lillkyrka, Litslena, Långtora, Löt, Nysätra, Simtuna, Sparrsätra, Svinnegarn, Teda, Tillinge, Torstuna, Torsvi, Vallby, Veckholm, Villberga, Vårfrukyrka och Österunda samt större delen av Arnö socken. I dessa socknar bildades vid kommunreformen 1862 landskommuner med motsvarande namn. Inom området fanns även Enköpings stad från medeltiden som 1863 bildade en stadskommun. Den 1 januari 1943 upplöstes Arnö landskommun.
I området fanns även från 30 maj 1919 till 31 december 1951 Grillby municipalsamhälle.
Vid kommunreformen 1952 bildades storkommunerna: Lagunda (av tio tidigare kommuner), Norra Trögd (av sex kommuner), Södra Trögd (av sex kommuner), Åsunda (av sju kommuner) samt Fjärdhundra (av sex kommuner i Västmanlands län).
Enköpings kommun bildades vid kommunreformen 1971 av Enköpings stad och de fem storkommunerna bildade 1952. Samtidigt ändrades länsgränsen när området som motsvarat Fjärdhundra överfördes till Uppsala län.
| Tabell över kommunsammanslagningarna efter 1863 | Tabell över kommunsammanslagningarna efter 1863  | Tabell över kommunsammanslagningarna efter 1863 | Tabell över kommunsammanslagningarna efter 1863 | Tabell över kommunsammanslagningarna efter 1863 | Tabell över kommunsammanslagningarna efter 1863 | Tabell över kommunsammanslagningarna efter 1863 | Tabell över kommunsammanslagningarna efter 1863 |
| --- | ------------------------------------------------ | ----------------------------------------------- | ----------------------------------------------- | ----------------------------------------------- | ----------------------------------------------- | ----------------------------------------------- | ----------------------------------------------- |
| Tabellen nedan visar kommunsammanslagningarna till nuvarande Enköpings kommun från 1863 och framåt. De mörkgråa landskommunerna var de delar av storkommunerna som gick till andra kommuner än Enköping i slutändan. Färgerna antyder att man försökte hålla ihop häraderna när storkommunerna bildades. Tabellen illustrerar även att reformer sällan genomförs i ett steg: det behövs även förplanering, försök, steg, och efterjusteringar. |                                                  |                                                 |                                                 |                                                 |                                                 |                                                 |                                                 |
| Kommunsammanslagningarna till Enköpings kommun |                                                  |                                                 |                                                 |                                                 |                                                 |                                                 |                                                 |
| före reformerna | före reformerna                                  | efter reformen 1862                             | efter reformen 1862                             | dito 1952                                       | dito 1971                                       |                                                 |                                                 |
| -1862 | -1862                                            | 1863-1942                                       | 1943-1951                                       | 1952-1970                                       | 1971-                                           |                                                 |                                                 |
| härad | socken, stad                                     | landskommun                                     | landskommun                                     | "storkommun"                                    | enhetskommun                                    |                                                 |                                                 |
| – | Enköpings stad                                   | Enköpings stad                                  | Enköpings stad                                  |                                                 | Enköpings kn                                    |                                                 |                                                 |
| | Vårfrukyrka sn                                   | Vårfrukyrka ln                                  | Vårfrukyrka ln                                  |                                                 | Enköpings kn                                    |                                                 |                                                 |
| | Vårfrukyrka sn                                   | Vårfrukyrka ln                                  | Vårfrukyrka ln                                  | Åsunda ln                                       | Enköpings kn                                    |                                                 |                                                 |
| Åsunda | Breds sn                                         | Breds ln                                        | Breds ln                                        |                                                 | Enköpings kn                                    |                                                 |                                                 |
| Åsunda | Näs sn                                           | Näs ln (Enköpings-Näs 1886-)                    | Näs ln (Enköpings-Näs 1886-)                    |                                                 | Enköpings kn                                    |                                                 |                                                 |
| Åsunda | Sparrsätra sn                                    | Sparrsätra ln                                   | Sparrsätra ln                                   |                                                 | Enköpings kn                                    |                                                 |                                                 |
| Åsunda | Svinnegarns sn                                   | Svinnegarns ln                                  | Svinnegarns ln                                  |                                                 | Enköpings kn                                    |                                                 |                                                 |
| | Teda sn                                          | Teda ln                                         | Teda ln                                         |                                                 | Enköpings kn                                    |                                                 |                                                 |
| Tillinge sn | Tillinge ln                                      | Tillinge ln                                     |                                                 |                                                 | Enköpings kn                                    |                                                 |                                                 |
| Hagunda | Gryta sn                                         | Gryta ln                                        | Gryta ln                                        | Lagunda ln                                      | Enköpings kn                                    |                                                 |                                                 |
| Lagunda | Biskopskulla sn                                  | Biskopskulla ln                                 | Biskopskulla ln                                 | Lagunda ln                                      | Enköpings kn                                    |                                                 |                                                 |
| Lagunda | Fittja sn                                        | Fittja ln                                       | Fittja ln                                       | Lagunda ln                                      | Enköpings kn                                    |                                                 |                                                 |
| Lagunda | Fröslunda sn                                     | Fröslunda ln                                    | Fröslunda ln                                    | Lagunda ln                                      | Enköpings kn                                    |                                                 |                                                 |
| Lagunda | Giresta sn                                       | Giresta ln                                      | Giresta ln                                      | Lagunda ln                                      | Enköpings kn                                    |                                                 |                                                 |
| Lagunda | Hjälsta sn                                       | Hjälsta ln                                      | Hjälsta ln                                      | Lagunda ln                                      | Enköpings kn                                    |                                                 |                                                 |
| Lagunda | Holms sn                                         | Holms ln                                        | Holms ln                                        | Lagunda ln                                      | Enköpings kn                                    |                                                 |                                                 |
| Lagunda | Kulla sn                                         | Kulla ln                                        | Kulla ln                                        | Lagunda ln                                      | Enköpings kn                                    |                                                 |                                                 |
| Lagunda | Långtora sn                                      | Långtora ln                                     | Långtora ln                                     | Lagunda ln                                      | Enköpings kn                                    |                                                 |                                                 |
| Lagunda | Nysätra sn                                       | Nysätra ln                                      | Nysätra ln                                      | Lagunda ln                                      | Enköpings kn                                    |                                                 |                                                 |
| Simtuna | Altuna sn                                        | Altuna ln                                       | Altuna ln                                       | Fjärdhundra ln                                  | Enköpings kn                                    |                                                 |                                                 |
| Simtuna | Frösthults sn                                    | Frösthults ln                                   | Frösthults ln                                   | Fjärdhundra ln                                  | Enköpings kn                                    |                                                 |                                                 |
| Simtuna | Simtuna sn                                       | Simtuna ln                                      | Simtuna ln                                      | Fjärdhundra ln                                  | Enköpings kn                                    |                                                 |                                                 |
| Torstuna | Härnevi sn                                       | Härnevi ln                                      | Härnevi ln                                      | Fjärdhundra ln                                  | Enköpings kn                                    |                                                 |                                                 |
| Torstuna | Torstuna sn                                      | Torstuna ln                                     | Torstuna ln                                     | Fjärdhundra ln                                  | Enköpings kn                                    |                                                 |                                                 |
| Torstuna | Österunda sn                                     | Österunda ln                                    | Österunda ln                                    | Fjärdhundra ln                                  | Enköpings kn                                    |                                                 |                                                 |
| Trögd | Hacksta sn                                       | Hacksta ln                                      | Hacksta ln                                      | Norra Trögds ln                                 | Enköpings kn                                    |                                                 |                                                 |
| Trögd | Husby-Sjutolfts sn                               | Husby-Sjutolfts ln                              | Husby-Sjutolfts ln                              | Norra Trögds ln                                 | Enköpings kn                                    |                                                 |                                                 |
| Trögd | Härkeberga sn                                    | Härkeberga ln                                   | Härkeberga ln                                   | Norra Trögds ln                                 | Enköpings kn                                    |                                                 |                                                 |
| Trögd | Litslena sn                                      | Litslena ln                                     | Litslena ln                                     | Norra Trögds ln                                 | Enköpings kn                                    |                                                 |                                                 |
| Trögd | Löts sn                                          | Löts ln                                         | Löts ln                                         | Norra Trögds ln                                 | Enköpings kn                                    |                                                 |                                                 |
| Trögd | Villberga sn                                     | Villberga ln                                    | Villberga ln                                    | Norra Trögds ln                                 | Enköpings kn                                    |                                                 |                                                 |
| Trögd | Boglösa sn                                       | Boglösa ln                                      | Boglösa ln                                      | Södra Trögds ln                                 | Enköpings kn                                    |                                                 |                                                 |
| Trögd | Lillkyrka sn                                     | Lillkyrka ln                                    | Lillkyrka ln                                    | Södra Trögds ln                                 | Enköpings kn                                    |                                                 |                                                 |
| Trögd | Torsvi sn                                        | Torsvi ln                                       | Torsvi ln                                       | Södra Trögds ln                                 | Enköpings kn                                    |                                                 |                                                 |
| Trögd | Veckholms sn                                     | Veckholms ln                                    | Veckholms ln                                    | Södra Trögds ln                                 | Enköpings kn                                    |                                                 |                                                 |
| Trögd | Vallby sn                                        | Vallby ln                                       | Vallby ln                                       | Södra Trögds ln                                 | Enköpings kn                                    |                                                 |                                                 |
| Trögd | Kungs-Husby sn                                   | Kungs-Husby ln                                  |                                                 | Södra Trögds ln                                 | Enköpings kn                                    |                                                 |                                                 |
| Trögd | Arnö sn - ön Arnö - öhalvan Ängsholmen - ön Oknö | Arnö ln                                         |                                                 | Södra Trögds ln                                 | Enköpings kn                                    |                                                 |                                                 |
| Trögd | Arnö sn - ön Arnö - öhalvan Ängsholmen - ön Oknö | Arnö ln                                         | Vallby ln                                       | Södra Trögds ln                                 | Enköpings kn                                    |                                                 |                                                 |
| Trögd | Arnö sn - ön Arnö - öhalvan Ängsholmen - ön Oknö | Arnö ln                                         |                                                 | Tosterö ln                                      | Strängnäs kn                                    |                                                 |                                                 |
| Selebo | Aspö sn                                          | Aspö ln                                         |                                                 | Tosterö ln                                      | Strängnäs kn                                    |                                                 |                                                 |

Kommunen ingick från bildandet till 2005 i Enköpings domsaga och ingår från 2005 i Uppsala domsaga.
Kommunen ingår sedan 2013 i förvaltningsområdet för finska.

## Geografi
Kommunen är belägen i den västra delen av landskapet Uppland och gränsar i norr till Heby kommun, i nordöst till Uppsala kommun och i öster till Håbo kommun, alla belägna i Uppsala län. I nordväst gränsar kommunen till Sala kommun och i väster till Västerås kommun, båda belägna i Västmanlands län, samt i söder till Strängnäs kommun i Södermanlands län och Ekerö kommun i Stockholms län (maritim gräns).

### Topografi och hydrografi
Södra delen av Enköpings kommun utgörs av ett småbrutet, öppet odlingslandskap med moränholmar. Där finns också ändmoräner, i synnerhet i området söder om Härkeberga. Norra delen är skogklädd utom i dalgångarna som istället utgörs av ett odlingslandskap. Båda dalgångarna och rullstensåsarna i området följer berggrundens sprickriktningar. Enköpingsåsen är en av dessa rullstensåsar. I höjd med Hårsbäcksdalens naturreservat flyter Örsundaån parallellt med Enköpingsåsen och ån har där skurit upp djup ravin i åssedimenten. I Skattmansöådalen i norr har den meandrande Skattmansöån bildat en 10–30 meter djup dalgång. I det öppna landskapet finns en del skogbevuxna raviner. Örsundaån har sitt utlopp i  Lårstaviken och i närheten av utloppet flyter den genom Alstasjön och omges där av betade strandängar med örtrik vegetation. I öster hittas en av Sveriges förnämsta fågellokaler, Hjälstaviken, där cirka 245 olika arter iakttagits. I söder hittas Mälarskärgården med flera öar och halvöar.
Nedan presenteras andelen av den totala ytan 2020 i kommunen jämfört med riket.
|  | Bebyggelse (5,4 %) |

|  | Skog (44,2 %) |

|  | Öppen myrmark (0,4 %) |

|  | Jordbruksmark (44,8 %) |

|  | Övrig mark (5,2 %) |

|  | Bebyggelse (3,1 %) |

|  | Skog (68,0 %) |

|  | Öppen myrmark (7,2 %) |

|  | Jordbruksmark (7,4 %) |

|  | Övrig mark (14,3 %) |

### Naturskydd
År 2023 fanns 22 naturreservat i Enköpings kommun. Bland dessa kan nämnas det typiska mälarölandskapet Bryggholmen. Reservatet bildades 2005 och utgörs av 192 hektar. Länsstyrelsen i Uppsala län beskriver att "I mer än 1000 år har människor satt sin prägel på miljön. Det har odlats, slåttrats och hamlats, skogen har utnyttjats för plockhuggning och kreaturen har släppts på bete. Ön känns fortfarande levande med sin herrgård, fritidshusen och några fastboende hushåll". Området är även skyddat enligt Natura 2000. Ett annat exempel är Haga ekbackar, även det bildat 2005. Reservatet utgörs av 39 hektar lövrika skogar. Området beskrivs av Länsstyrelsen i Uppsala län som "typiska för det herrgårdslandskap man hittar runt Mälaren".

### Administrativ indelning
Fram till 2016 var kommunen för befolkningsrapportering indelad i åtta församlingar: Boglösa, Enköping, Fjärdhundra, Lagunda, Sparrsätra-Breds, Tillinge och Södra Åsunda, Veckholm och Villberga.

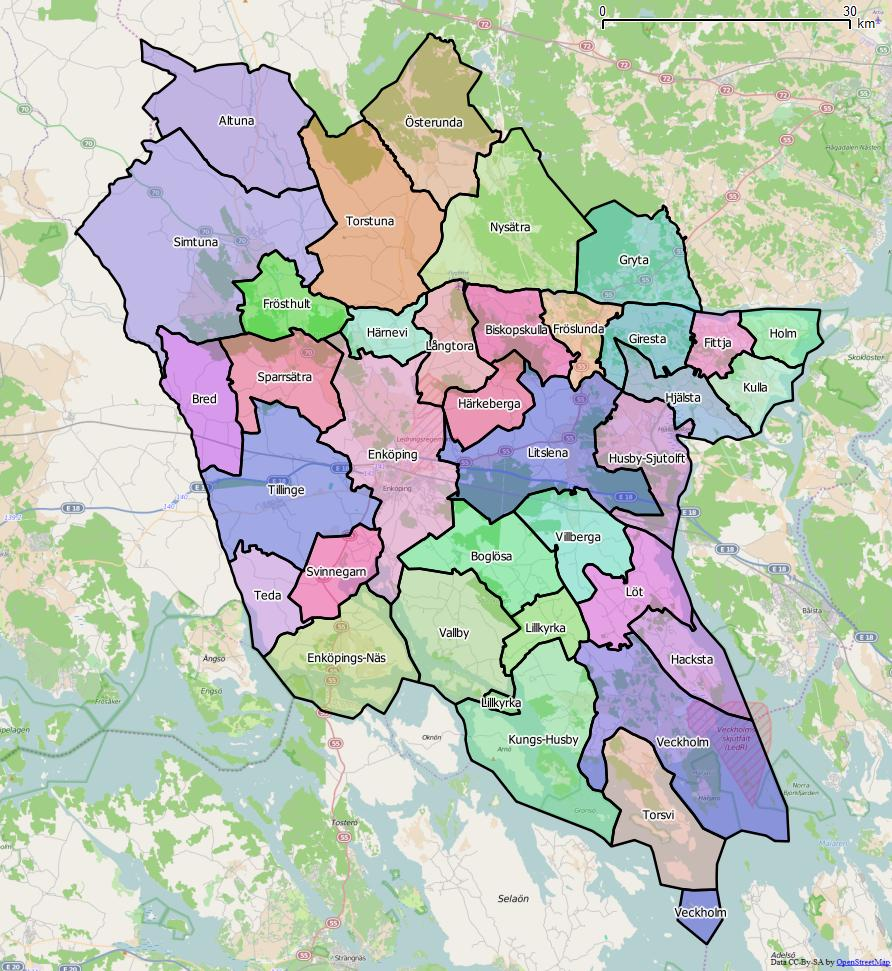
Distrikt inom Enköpings kommun

Från 2016 indelas kommunen istället i 35 distrikt:
| De 35 distrikten i Enköpings kommun |
| --- |
| - Altuna - Biskopskulla - Boglösa - Bred - Enköping - Enköpings-Näs - Fittja - Fröslunda - Frösthult - Giresta - Gryta - Hacksta - Hjälsta - Holm - Husby-Sjutolft - Härkeberga - Härnevi - Kulla - Kungs-Husby - Lillkyrka - Litslena - Långtora - Löt - Nysätra - Simtuna - Sparrsätra - Svinnegarn - Teda - Tillinge - Torstuna - Torsvi - Vallby - Veckholm - Villberga - Österunda |

### Tätorter
| Tätort            | Folkmängd |
| ----------------- | --------- |
| Enköping          | 22 553    |
| Örsundsbro (2 st) | 1 879     |
| Grillby           | 1 028     |
| Hummelsta         | 994       |
| Fjärdhundra       | 907       |
| Bredsand          | 874       |
| Lillkyrka         | 303       |
| Haga              | 235       |

## Styre och politik

### Styre
Mandatperioden 2010–2014 styrdes kommunen av en minoritetskoalition bestående av Moderaterna, Kristdemokraterna och Centerpartiet. Efter valet 2014 meddelade Socialdemokraterna, Nystart Enköping och Folkpartiet att de skulle bilda nytt majoritetsstyre. I slutändan tillträdde dock endast Socialdemokraterna tillsammans med Nystart Enköping backade av valteknisk samverkan med Vänsterpartiet. Valet 2018 ledde återigen till maktskifte när allianspartierna gick samman med Miljöpartiet i en femklöver. Den nya koalitionen styrde i minoritet.
Efter valet 2022 inkluderade även Nystart Enköping i den styrande koalitionen. Moderaternas Peter Book menade att: "Vi har hållit ihop ett fempartistyre i fyra år, jag ser inga problem med ytterligare ett parti".

### Kommunfullmäktige

#### Presidium
| Presidium 2022–2026    | Presidium 2022–2026 | Presidium 2022–2026 |
| ---------------------- | ------------------- | ------------------- |
| Ordförande             | M                   | Mats Flodin         |
| Förste vice ordförande | M                   | Monica Avås         |
| Andre vice ordförande  | S                   | Hans Olsson         |

#### Mandatfördelning 1970–2022
|  | 22 | 14 | 6 |  | 5 |

| 42 | 7 |

|  | 21 | 16 | 4 |  | 6 |

| 39 | 10 |

|  | 20 | 16 | 4 |  | 7 |

| 37 | 12 |

|  | 21 | 14 | 4 |  | 8 |

| 33 | 16 |

|  | 24 | 14 |  | 10 |

| 36 | 15 |

|  | 23 | 12 | 5 | 10 |

| 34 | 17 |

|  | 22 |  | 12 | 5 | 9 |

| 34 | 17 |

|  | 20 |  |  | 11 | 4 |  | 10 |

| 33 | 18 |

|  | 23 |  | 11 | 4 | 9 |

| 29 | 22 |

| 3 | 18 |  | 12 |  | 3 | 11 |

| 29 | 22 |

| 3 | 18 |  |  | 12 | 4 | 3 | 7 |

| 29 | 22 |

|  | 18 |  |  | 11 |  |  | 13 |

| 29 | 22 |

|  | 16 | 4 |  | 7 |  |  | 16 |

| 28 | 23 |

|  | 16 |  | 5 | 8 | 5 |  | 11 |

| 30 | 21 |

|  | 13 |  | 8 | 5 | 6 |  |  | 11 |

| 28 | 23 |

| 3 | 13 |  | 9 | 6 | 4 |  | 3 | 10 |

| 32 | 19 |

### Nämnder

#### Kommunstyrelse
| Presidium 2022–2026    | Presidium 2022–2026 | Presidium 2022–2026 |
| ---------------------- | ------------------- | ------------------- |
| Ordförande             | M                   | Peter Book          |
| Förste vice ordförande | NE                  | Anders Wikman       |
| Andre vice ordförande  | S                   | Jesper Englundh     |

#### Lista över kommunstyrelsens ordförande
Kommstyrelsens är även kommunens kommunalråd. 
| Namn | Namn            | Från | Till | Politisk tillhörighet |
| ---- | --------------- | ---- | ---- | --------------------- |
|      | Anna Wiklund    | 2006 | 2014 | Moderaterna           |
|      | Helena Proos    | 2014 | 2018 | Socialdemokraterna    |
|      | Ingvar Smedlund | 2018 | 2021 | Moderaterna           |
|      | Peter Book      | 2021 |      | Moderaterna           |

#### Övriga nämnder
| Nämnd                      | Ordförande | Ordförande        | Vice ordförande | Vice ordförande    | Andre vice ordförande | Andre vice ordförande |
| -------------------------- | ---------- | ----------------- | --------------- | ------------------ | --------------------- | --------------------- |
| Krisledningsnämnden        | M          | Peter Book        | NE              | Anders Wikman      | S                     | Jesper Englundh       |
| Miljö- och byggnadsnämnden | C          | Magnus Hellmark   | S               | Ros-Mari Bålöw     |                       |                       |
| Socialnämnden              | NE         | Tuija Rönnback    | KD              | Madlin Marouki     | S                     | Åsa Andersson         |
| Tekniska nämnden           | M          | Krister Olsson    | S               | Lars Engelberg     |                       |                       |
| Upplevelsenämnden          | KD         | Kristina Eriksson | S               | Linda Johansson    |                       |                       |
| Utbildningsnämnden         | M          | Magnus Johansson  | S               | Johan Enfeldt      |                       |                       |
| Valnämnden                 | KD         | Henrik Lindberg   | S               | Jan-Ove Ragnarsson |                       |                       |
| Vård- och omsorgsnämnden   | M          | Bitte Myrsell     | S               | Solweig Sundblad   |                       |                       |

### Valresultat 2022
| Parti                            | Valdistrikt   | Valdistrikt | Kommun  |
| Parti                            | Starkaste     | Andel       | Andel   |
| -------------------------------- | ------------- | ----------- | ------- |
| S                                | Västerleden S | 38,77 %     | 25,80 % |
| M                                | Bredsand      | 30,26 %     | 20,22 % |
| SD                               | Fjärdhundra   | 27,91 %     | 17,72 % |
| NE                               | Bredsand      | 19,35 %     | 11,22 % |
| C                                | Fjärdhundra   | 14,45 %     | 6,93 %  |
| KD                               | Lillkyrka     | 8,56 %      | 6,21 %  |
| V                                | Romberga      | 8,01 %      | 5,09 %  |
| MP                               | Romberga      | 8,10 %      | 3,16 %  |
| L                                | Örsundsbro Ö  | 3,86 %      | 2,73 %  |
| MED                              | Örsundsbro V  | 1,22 %      | 0,49 %  |
| PNy                              | Västerleden S | 1,09 %      | 0,16 %  |
| Data hämtat från Valmyndigheten. |               |             |         |

Exklusive uppsamlingsdistrikt. Partier som fått mer än en procent av rösterna i minst ett valdistrikt redovisas.

## Ekonomi och infrastruktur

### Näringsliv
Området som nu utgör Enköpings kommun dominerades tidigare av tillverkningsindustrin. Den uppstod i området i slutet av 1800-talet och hade sin grund i Johan Petter Johanssons uppfinningar; den ställbara rörtången (1888) och skiftnyckeln med lösa käftar (1891 och 1892). Verktygsproduktionen  kompletterades med fler verkstadsföretag och tillsammans bildade de solid industriell grund i området. Den industriella tillverkningen har dock fått minskad betydelse och i början av 2020-talet stod den endast för fem procent av kommunens arbetstillfällen. I stället dominerades det lokala näringslivet av servicenäringar. 
Bland större arbetsgivare i början av 2020-talet kan nämnas: Fläkt Woods AB, Enköpings-Postens AB, kommunen, landstinget och Enköpings garnison.
Bland industriföretag märks Fläkt Woods AB (ventilationsprodukter). Bland övriga större arbetsgivare finns Enköpings-Postens AB, kommunen, landstinget och Enköpings garnison.

### Infrastruktur

#### Transporter
Följande större vägar går genom kommunen:
- Europaväg E18 mellan Oslo och Stockholm i öst-västlig riktning.
- Riksväg 55 mellan Uppsala och Norrköping nordostlig-sydvästlig riktning.
- Riksväg 70 ansluter till E18 strax norr om Enköping och går i nordvästlig riktning mot Mora.
- Väg 254 ansluter till Riksväg 70 i Fjärdhundra och går i nordlig riktning mot Heby.
- Väg 263 ansluter till väg 55 vid Skolsta och går i ostlig riktning mot Sigtuna.

Mälarbanan går igenom kommunen och en järnvägsstation finns i Enköping. SJ trafikerar stationen på linjen Stockholm-Västerås-Göteborg.
Enköping har bussar till flera platser utanför kommunen, bl.a. Västerås, Uppsala, Bålsta, Heby och Strängnäs.

## Befolkning

### Befolkningsutveckling
Kommunen har 48 628 invånare (31 mars 2025), vilket placerar den på 54:e plats avseende folkmängd bland Sveriges kommuner.
| Befolkningsutvecklingen i Enköpings kommun 1950–2020*                                                                                      | Befolkningsutvecklingen i Enköpings kommun 1950–2020* | Befolkningsutvecklingen i Enköpings kommun 1950–2020* | Befolkningsutvecklingen i Enköpings kommun 1950–2020* | Befolkningsutvecklingen i Enköpings kommun 1950–2020* |
| --- | ----------------------------------------------------- | ----------------------------------------------------- | ----------------------------------------------------- | ----------------------------------------------------- |
| |                                                       |                                                       |                                                       |                                                       |
| År |                                                       |                                                       | Folkmängd                                             |                                                       |
| 1950 | 1950                                                  |                                                       | 27 899                                                |                                                       |
| 1955 | 1955                                                  |                                                       | 28 101                                                |                                                       |
| 1960 | 1960                                                  |                                                       | 27 849                                                |                                                       |
| 1965 | 1965                                                  |                                                       | 29 819                                                |                                                       |
| 1970 | 1970                                                  |                                                       | 31 875                                                |                                                       |
| 1975 | 1975                                                  |                                                       | 31 911                                                |                                                       |
| 1980 | 1980                                                  |                                                       | 32 720                                                |                                                       |
| 1985 | 1985                                                  |                                                       | 32 881                                                |                                                       |
| 1990 | 1990                                                  |                                                       | 34 862                                                |                                                       |
| 1995 | 1995                                                  |                                                       | 36 453                                                |                                                       |
| 2000 | 2000                                                  |                                                       | 36 606                                                |                                                       |
| 2005 | 2005                                                  |                                                       | 38 422                                                |                                                       |
| 2010 | 2010                                                  |                                                       | 39 759                                                |                                                       |
| 2015 | 2015                                                  |                                                       | 41 893                                                |                                                       |
| 2020 | 2020                                                  |                                                       | 46 240                                                |                                                       |
| Anm: * 1950-1965 hämtad från "Folkmängd 31 dec 1950-1975 i län, kommuner och församlingar enligt kommunindelningen 1 jan 1976" (SCB, 1977) |                                                       |                                                       |                                                       |                                                       |

## Kultur

### Kulturarv
I Enköpings kommun finns ett flertal slott. Bland dessa 1600-tals slottet Salnecke slott och Gustav III:s favoritslott Ekolsunds slott. I kommunen finns också ett av Sveriges största hällristningsområden, Hällristningarna i Boglösa. Dessa är gjorda 1800–500 år före Kristus.

### Kommunvapen
Blasonering: En blå sköld med fyra korsformigt ställda liljor av guld.
I det äldsta sigillet från 1300-talet finns liljorna med. Det har att göra med att liljan är en symbol för jungfru Maria, som gett namn åt Vårfrukyrkan. Som vapen fastställdes det av Kungl. Maj:t år 1928. Trots det stora antalet äldre enheter som 1971 bildade kommunen fanns endast Enköpings eget vapen och det registrerades för den nya kommunen i PRV år 1974.